# Babysitter

En illustration föreställande en babysitter.

Babysitter är en liggstol för spädbarn som barnet halvligger i. Den har ofta lite fjädring, så att barnet kan gungas i den. Den har även en sele, så barnet spänns fast i stolen.